# Valente Tesalónico

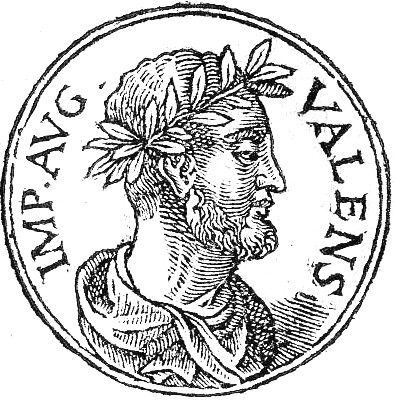
Valens Thessalonicus de Promptuarii Iconum Insigniorum

Valente Tesalonico fue un Usurpador romano durante el reinado del Emperador Galieno.

## Antecedentes
En junio de 260, el rey persa Shāpūr I derrotó e hizo prisionero al emperador Valeriano en Edesa en la Mesopotamia romana. El hijo de Valeriano, Galieno que había gobernado conjuntamente con su padre, inmediatamente se convirtió en el único emperador romano. Galieno, sin embargo, gobernó la parte occidental del imperio y estaba lejos de las amenazas de Oriente.
Sin Valeriano en oriente, las poblaciones fronterizas y sus legiones se sintieron vulnerables y eligieron a sus propios emperadores para poder disponer de líderes frente a las amenazas extranjeras. Tras la captura de Valeriano, las legiones de Panonia proclamaron emperador a Ingenuo, su comandante militar. Después de que Galieno sofocara esta rebelión y regresara a Italia para hacer frente a la invasión alemánica, otro general romano en Panonia, Regaliano, intentaría tomar el trono.
Mientras tanto en Siria, Macriano el Viejo, uno de los oficiales de Valeriano a cargo del tesoro se aprovechó de la situación, obtuvo el apoyo de un comandante militar clave, Balista, y reclamó el trono para sus dos hijos, Macriano el Joven y Quieto. En 261, después de asegurar el control de Egipto, Siria y Asia Menor, Macriano el Viejo y su hijo Macriano el Joven decidieron partir hacia Italia para enfrentarse a Galieno. En su camino a Italia, sin embargo, se encontrarían con los gobernadores de las diversas provincias romanas con sus fuerzas militares. Uno de ellos, que permanecía leal al emperador Galieno era Valente Tesalónico de la provincia de Acaya.

## La revuelta de Valente
Para eliminar la amenaza de Valente y despejar el camino, Macriano el Viejo y su hijo enviaron a Pisón a Acaya para asesinarle. Sabemos muy poco acerca de Pisón. La única fuente de información sobre Pisón y su misión es la poco fiable Historia Augusta. Se dice que Pisón era descendiente de la gens Calpurnia y que recibió el título de Frugi por sus severas virtudes.
Los detalles de las acciones de Pisón tampoco son claros. En última instancia, solamente llegó hasta Tesalia, donde se proclamó emperador asumiendo el nombre de "Tesálico", muy probablemente una referencia confusa a Valente Tesalónico. Más tarde, ese mismo año, su breve revuelta terminó cuando fue ejecutado por los soldados de Valente.
Las acciones de Valente durante este mismo período tampoco son claras y en algún momento durante 261, también reclamó el trono romano. No está claro si lo hizo por mejorar su situación ante la amenaza oriental de los Macrianos o si el cargo le fue impuesto por sus soldados. Sin embargo, los soldados de Valente buscaron y mataron a Pisón primero y más tarde al propio Valente por razones desconocidas.

## Consecuencias
Macriano el Viejo y su hijo intentaron buscar el enfrentamiento con Galieno, pero fueron derrotados en Tracia en 261 por Aureolo, el Magister Equitum Imperial de Galieno. Según Juan Zonaras, su ejército fue rodeado por Aureolo y se rindió. Macriano pidió ser asesinado con su hijo para evitar ser tomado cautivo.
Quieto, que había permanecido en la Mesopotamia romana, fue asediado en Emesa en 261 y asesinado por Odenato de Palmira, rey cliente leal a los romanos.